# Acinipe ignatii
Acinipe ignatii is een rechtvleugelig insect uit de familie Pamphagidae. De wetenschappelijke naam van deze soort is voor het eerst geldig gepubliceerd in 1983 door Llorente del Moral & Presa.
1. ↑  (en) Acinipe ignatii op de IUCN Red List of Threatened Species.